# Anisodes curvisignata
Anisodes curvisignata là một loài bướm đêm trong họ Geometridae.